# Casa del Fascio (Bolzano)
La Casa del Fascio de Bolzano (també anomenada Casa Littoria) és un edifici construït entre 1939 i 1942 d'estil racionalista i dissenyat pels arquitectes Guido Pelizzari, Francesco Rossi i Luis Plattner com a seu del Partit Nacional Feixista (PNF) a la plaça del Tribunal (antigament plaça d'Arnaldo Mussolini). D'ençà de la postguerra ha acollit organismes administratius de l'Estat italià presents a Tirol del Sud.
L'edifici, de forma convexa, està relacionat amb el Palau de Justícia, situat enfront i construït entre 1939 i 1956 a partir d'un projecte de Paolo Rossi de Paoli i Michele Busiri Vici, de forma còncava.

## Història

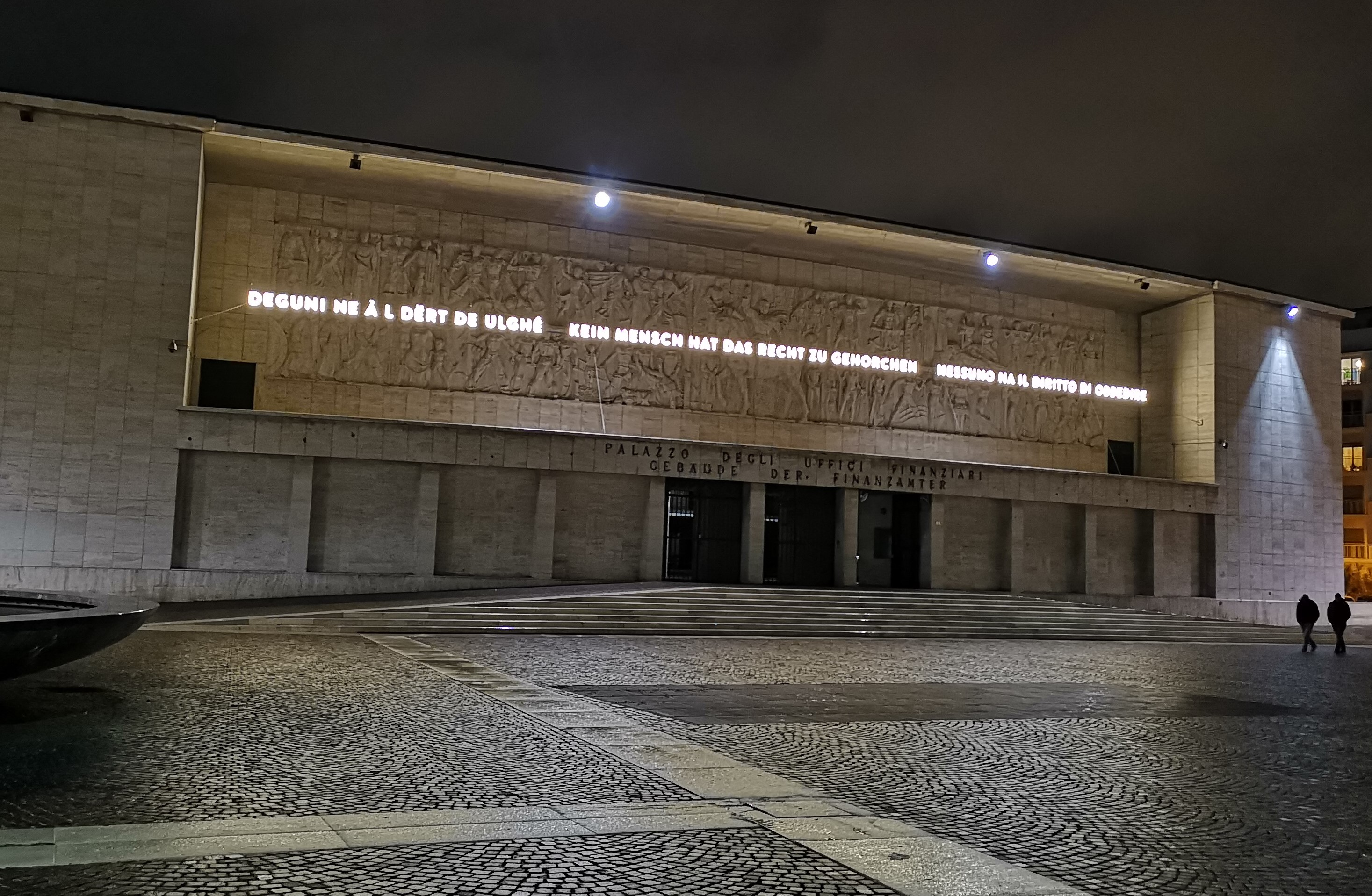
L'escriptura lluminosa en tres idiomes, col·locada sobre el baix relleu, de nit.

L'antiga Casa del Fascio conserva al seu frontó un baix relleu monumental de Hans Piffrader amb el Duce a cavall al centre fent la salutació romana i amb la història del trionfo del fascismo, una obra encarregada pel mateix PNF. Està format per 57 panells d'amplada variable i 2,75 metres d'alçada, col·locats en dues fileres superposades, per una longitud lineal de 36 metres, una superfície de 198 metres quadrats i un pes total aproximat de 95 tones. Tres dels panells es van instal·lar l'any 1957 atès que l'obra quedà sense acabar amb la caiguda del feixisme el 1943. Les dimensions generals del fris el converteixen probablement en el baix relleu més impressionant creat durant el feixisme i encara exposat al públic.
L'any 2017, de manera semblant al Monument a la Victòria de la mateixa ciutat, el fris de Piffrader també va ser sotmès, per iniciativa de l'administració provincial del Tirol del Sud, a una intervenció d'historització i resignificació, a partir d'un projecte artístic d'Arnold Holzknecht i Michele Bernardi, amb la col·locació d'una inscripció il·luminada amb una cita de la filòsofa Hannah Arendt en tres idiomes (ladí, alemany i italià): «Ningú no té dret a obeir», en contrast amb el dogma feixista de Credere, obbedire, combattere («Creure, obeir, lluitar») també present al baix relleu. A la mateixa plaça s'ha instal·lat un punt d'informació amb textos explicatius en quatre idiomes sobre la història de l'edifici, l'obra de Piffrader, el context urbà més global així com la cita de Hannah Arendt.
Aquesta intervenció sobre el monument d'art públic de Bolzano ha superat de manera efectiva la dicotomia existent entre enderrocar o mantenir les relíquies feixistes de forma inalterada, amb la filosofia d'afegir, resemantitzar, ironitzar i humiliar els artefactes totalitaris, convertint-los en recursos democràtics.